# Billboardlistans förstaplaceringar 1963
Detta är en lista över 1963 års förstaplaceringar på Billboard Hot 100. 

## Listhistorik
| Datum        | Låt                        | Artist                         |
| 5 januari    | "Telstar"                  | The Tornados                   |
| 12 januari   | "Go Away Little Girl"      | Steve Lawrence                 |
| 19 januari   | "Go Away Little Girl"      | Steve Lawrence                 |
| 26 januari   | "Walk Right In"            | The Rooftop Singers            |
| 2 februari   | "Walk Right In"            | The Rooftop Singers            |
| 9 februari   | "Hey Paula"                | Paul & Paula                   |
| 16 februari  | "Hey Paula"                | Paul & Paula                   |
| 23 februari  | "Hey Paula"                | Paul & Paula                   |
| 2 mars       | "Walk Like a Man"          | The Four Seasons               |
| 9 mars       | "Walk Like a Man"          | The Four Seasons               |
| 15 mars      | "Walk Like a Man"          | The Four Seasons               |
| 23 mars      | "Our Day Will Come"        | Ruby & the Romantics           |
| 30 mars      | "He's So Fine"             | The Chiffons                   |
| 6 april      | "He's So Fine"             | The Chiffons                   |
| 13 april     | "He's So Fine"             | The Chiffons                   |
| 20 april     | "He's So Fine"             | The Chiffons                   |
| 27 april     | "I Will Follow Him"        | Little Peggy March             |
| 4 maj        | "I Will Follow Him"        | Little Peggy March             |
| 11 maj       | "I Will Follow Him"        | Little Peggy March             |
| 18 maj       | "If You Wanna Be Happy"    | Jimmy Soul                     |
| 25 maj       | "If You Wanna Be Happy"    | Jimmy Soul                     |
| 1 juni       | "It's My Party"            | Lesley Gore                    |
| 8 juni       | "It's My Party "           | Lesley Gore                    |
| 15 juni      | "Sukiyaki"                 | Kyu Sakamoto                   |
| 22 juni      | "Sukiyaki"                 | Kyu Sakamoto                   |
| 29 juni      | "Sukiyaki"                 | Kyu Sakamoto                   |
| 6 juli       | "Easier Said Than Done"    | The Essex                      |
| 13 juli      | "Easier Said Than Done"    | The Essex                      |
| 20 juli      | "Surf City"                | Jan and Dean                   |
| 27 juli      | "Surf City"                | Jan and Dean                   |
| 3 augusti    | "So Much in Love"          | The Tymes                      |
| 10 augusti   | "Fingertips Pt. 2"         | Little Stevie Wonder           |
| 17 augusti   | "Fingertips Pt. 2"         | Little Stevie Wonder           |
| 24 augusti   | "Fingertips Pt. 2"         | Little Stevie Wonder           |
| 31 augusti   | "My Boyfriend's Back"      | The Angels                     |
| 7 september  | "My Boyfriend's Back"      | The Angels                     |
| 14 september | "My Boyfriend's Back"      | The Angels                     |
| 21 september | "Blue Velvet"              | Bobby Vinton                   |
| 28 september | "Blue Velvet"              | Bobby Vinton                   |
| 5 oktober    | "Blue Velvet"              | Bobby Vinton                   |
| 12 oktober   | "Sugar Shack"              | Jimmy Gilmer and the Fireballs |
| 19 oktober   | "Sugar Shack"              | Jimmy Gilmer and the Fireballs |
| 26 oktober   | "Sugar Shack"              | Jimmy Gilmer and the Fireballs |
| 2 november   | "Sugar Shack"              | Jimmy Gilmer and the Fireballs |
| 9 november   | "Sugar Shack"              | Jimmy Gilmer and the Fireballs |
| 16 november  | "Deep Purple"              | Nino Tempo och April Stevens   |
| 23 november  | "I'm Leaving It Up to You" | Dale & Grace                   |
| 30 november  | "I'm Leaving It Up to You" | Dale & Grace                   |
| 7 december   | "Dominique"                | The Singing Nun                |
| 14 december  | "Dominique"                | The Singing Nun                |
| 21 december  | "Dominique"                | The Singing Nun                |
| 28 december  | "Dominique"                | The Singing Nun                |